# Антай, Пьер
Пьер Антай (фр.  Pierre Hantaï; род. 28 февраля 1964, Париж) — французский клавесинист и дирижёр.

## Биография
Отец, художник-абстракционист Симон Антай (Шимон Хантаи), в 1949 приехал во Францию из Венгрии. Пьер начал учиться игре на клавесине с 11 лет, в том числе — два года занимался в Амстердаме у Густава Леонхардта. В 1982 получил второе место на конкурсе клавесинистов в Брюгге, в 1983 — первое место.

## Творчество
Играл в оркестре La Petite Bande у Сигизвальда Кёйкена, в Le Concert des Nations у Жорди Савалля, выступал с Филиппом Херревеге, с Г. Леонхардтом, М. Минковски и другими дирижёрами.
В 1985 с двумя своими братьями, Марком и Жеромом, и скрипачом Франсуа Фернандесом создал ансамбль барочной музыки Le Concert Français, которым руководит.

## Известность
Известен сольным исполнением произведений Баха, Генделя, Доменико Скарлатти, Фрескобальди, Марена Маре и др. европейских композиторов эпохи барокко.